# Un miracolo di san Carlo Borromeo
Un miracolo di san Carlo Borromeo è un dipinto a olio su tela (217 × 117 cm) di Giovanni Francesco Barbieri, detto il Guercino, databile al 1613-1614 e conservato nella chiesa di San Sebastiano a Renazzo, frazione del comune di Cento. 

## Storia
Il primo a segnalare l'opera fu Francesco Scannelli, che scrisse di aver visto "trè Tavole, ch'io già viddi di passaggio entro una chiesa di Villa trà Cento e il Finale di Modana." Qualche anno dopo il dipinto fu osservato anche da Carlo Cesare Malvasia, durante un passaggio nelle campagne tra Cento e Finale Emilia. Lo studioso riferisce di aver visto tre pale d’altare nella chiesa di San Sebastiano: "un miracolo di san Carlo Borromeo, La Madonna con il Bambino in trono e i santi Francesco, Antonio abate e Bovo e La Madonna con il Bambino in gloria, san Pancrazio e una santa monaca."
La chiesa che videro Scannelli e Malvasia non è quella oggi esistente, poiché fu ricostruita nel Settecento, pur conservandone il nome di San Sebastiano. La pala d'altare in oggetto fu vista anche da Girolamo Baruffaldi, Righetti, e Gaetano Atti. Di questa pala d'altare si ignorano il committente e le successive vicende fino al 1967, data nella quale fu sottoposta a un accurato restauro da parte di Amalia Mezzetti, per essere esposta nella mostra che si tenne a Cento dal 1° giugno al 1° settembre 1967 in occasione del terzo anniversario della morte del pittore. Il restauro permise a Denis Mahon di rivedere il giudizio negativo sulla paternità del quadro, che lui stesso aveva espresso  nel 1937. Riguardo alla datazione dell'opera, ha contribuito a creare confusione lo stesso Malvasia, che la pone  dopo la pala di Sant'Agostino, che si trova ora al Museo reale delle Belle Arti del Belgio a Bruxelles, che è invece, sicuramente posteriore (1616-17) per i motivi stilistici esposti da Mahon e concordi tutti gli studiosi tranne Massimo Pulini.

## Descrizione e stile
Il dipinto raffigura un miracolo attribuito a san Carlo Borromeo, che restituisce la vista a un bambino nato cieco. La scena si svolge in un interno domestico. In primo piano, una bambina — presumibilmente la sorellina del bimbo — si aggrappa con la mano destra alla veste di una domestica inginocchiata a terra, intenta ad accendere il fuoco. Con l’altra mano, la bambina indica in alto l’apparizione del santo, che irrompe nella stanza tra nubi grigiastre, presumibilmente visibile solo a lei. Sulla sinistra, la madre tiene in braccio il bambino cieco, inconsapevole di quanto sta accadendo. Un gatto in primo piano, accovacciato sul pavimento, contribuisce a creare un’atmosfera domestica e quotidiana. L’illuminazione della scena proviene da due fonti: una è la luce calda e radente del fuoco, che si propaga diagonalmente da destra verso l’alto, rischiarando la figura della bambina; l’altra emana dalla figura soprannaturale del santo. La madre e il bambino risultano illuminati da entrambe le sorgenti, in un gioco di luci che accentua il contrasto tra realtà terrena e intervento divino.
Quando realizzò questa pala d'altare, Guercino era ancora molto giovane e l'opera riflette una fase stilistica in cui coesistono molteplici influenze. Nelle tre pale eseguite per Renazzo, tra cui questa, si riscontra una compresenza di riferimenti visivi e formali derivanti da artisti attivi nella regione. non solo, ma Mahon afferma che "i vincoli con l'arte ferrarese nel suo primissimo periodo sono sufficientemente forti da poterne ipotizzare visite in quella città molto tempo prima che fosse colà chiamato a lavorare per il Cardinal Serra." In ogni modo nella vicina Pieve di Cento, nella chiesa di Santa Maria Maggiore, si trovava, e tuttora si trova, La Nascita della Vergine di Ippolito Scarsella detto  Scarsellino, un’opera che il giovane Barbieri conosceva con ogni probabilità e alla quale potrebbe essersi ispirato per la composizione del Miracolo di san Carlo "i tipi femminili non sono del tutto dissimili, e una nota di familiarità è data dalla presenza di un gatto."  Il rapporto di Guercino con un altro pittore ferrarese, che dopo la devoluzione di Ferrara era emigrato verso Bologna e la sua provincia fu Carlo Bononi, è un po' più complicato di quello con lo Scarsellino, tanto che Mahon scrive: "tutte le notizie a nostra disposizione tendono a mostrare che quegli aspetti della sua arte che sembrano avere analogie con quella del Guercino, non precedettero quest'ultimo, ma si svolsero su un piano parallelo, nonostante   il fatto che il Bononi fosse di oltre vent'anni più vecchio del Guercino."Significativi appaiono anche i richiami alla pittura di Ludovico Carracci, che Guercino ebbe forse modo di vedere durante un soggiorno a Bologna, documentato da una fonte secondo cui fu ospitato “per una soma di grano ed una castellata d’uva l’anno […] in dozzina a Bologna con Paolo Zagnoni.” Un'opera a cui il Guercino stesso afferma di essersi in qualche modo ispirato è la Conversione di San Paolo, che Ludovico Carracci aveva dipinto per la chiesa di San Francesco a Bologna e che è ora conservata nella Pinacoteca Nazionale di Bologna. Un'opera che più di ogni altra influì sullo stile del Guercino è la Madonna col Bambino tra i santi Giuseppe, Francesco ed i committenti (nota anche come Carraccina), una pala di Ludovico Carracci allora conservata nella chiesa della Santissima Trinità dei Cappuccini di Cento, tanto che egli "risolse d'abbandonare ogni altra sorta di maniera pittorica e d'imbeversi soltanto di essa".